# Saint-Aubin-des-Coudrais
Saint-Aubin-des-Coudrais is een gemeente in het Franse departement Sarthe (regio Pays de la Loire). De plaats maakt deel uit van het arrondissement Mamers. Saint-Aubin-des-Coudrais telde op 1 januari 2022 916 inwoners.

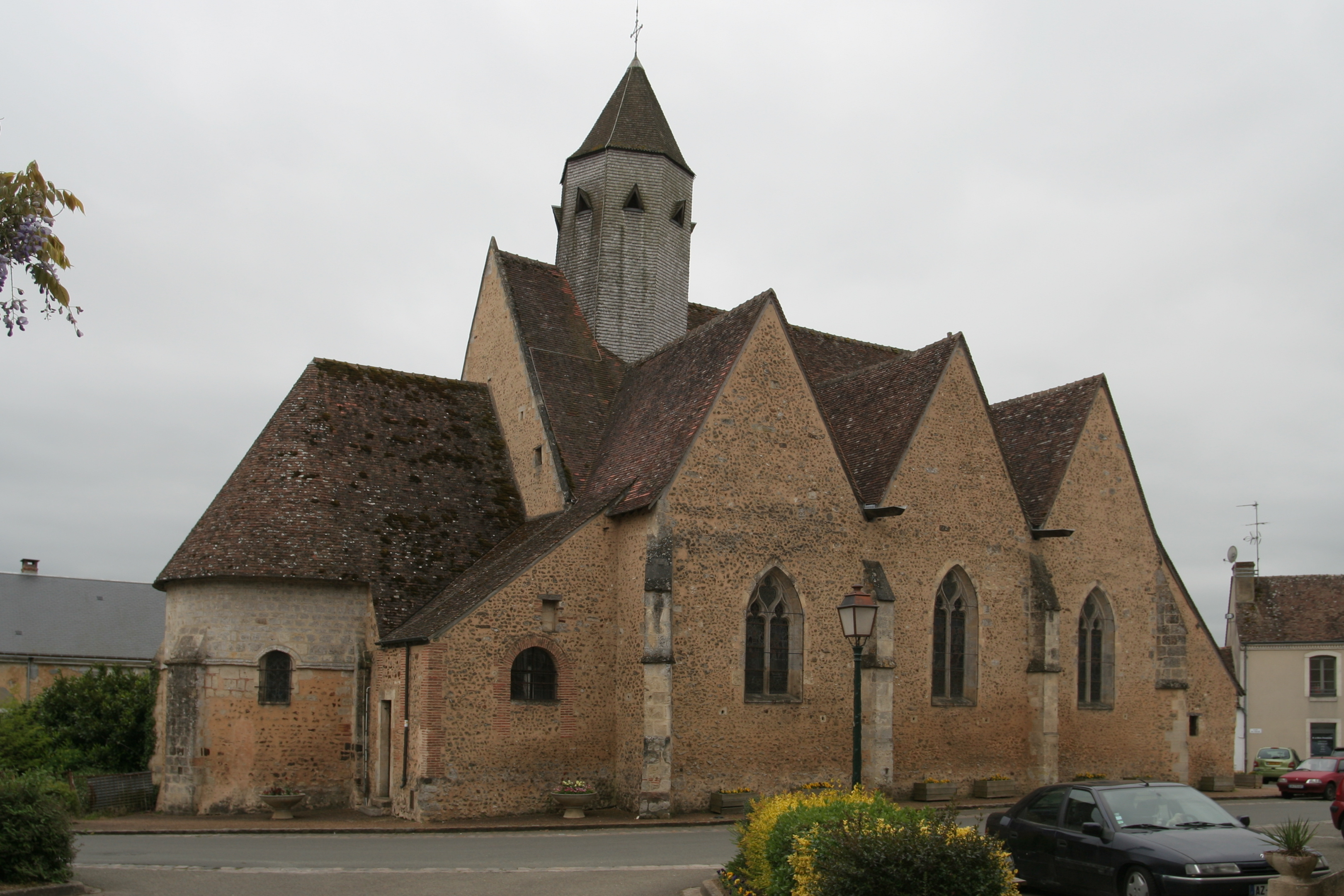
Kerk van Saint-Aubin-des-Coudrais

## Geografie
De oppervlakte van Saint-Aubin-des-Coudrais  bedroeg op 1 januari 2022 17,42 vierkante kilometer; de bevolkingsdichtheid was toen 52,6 inwoners per km².

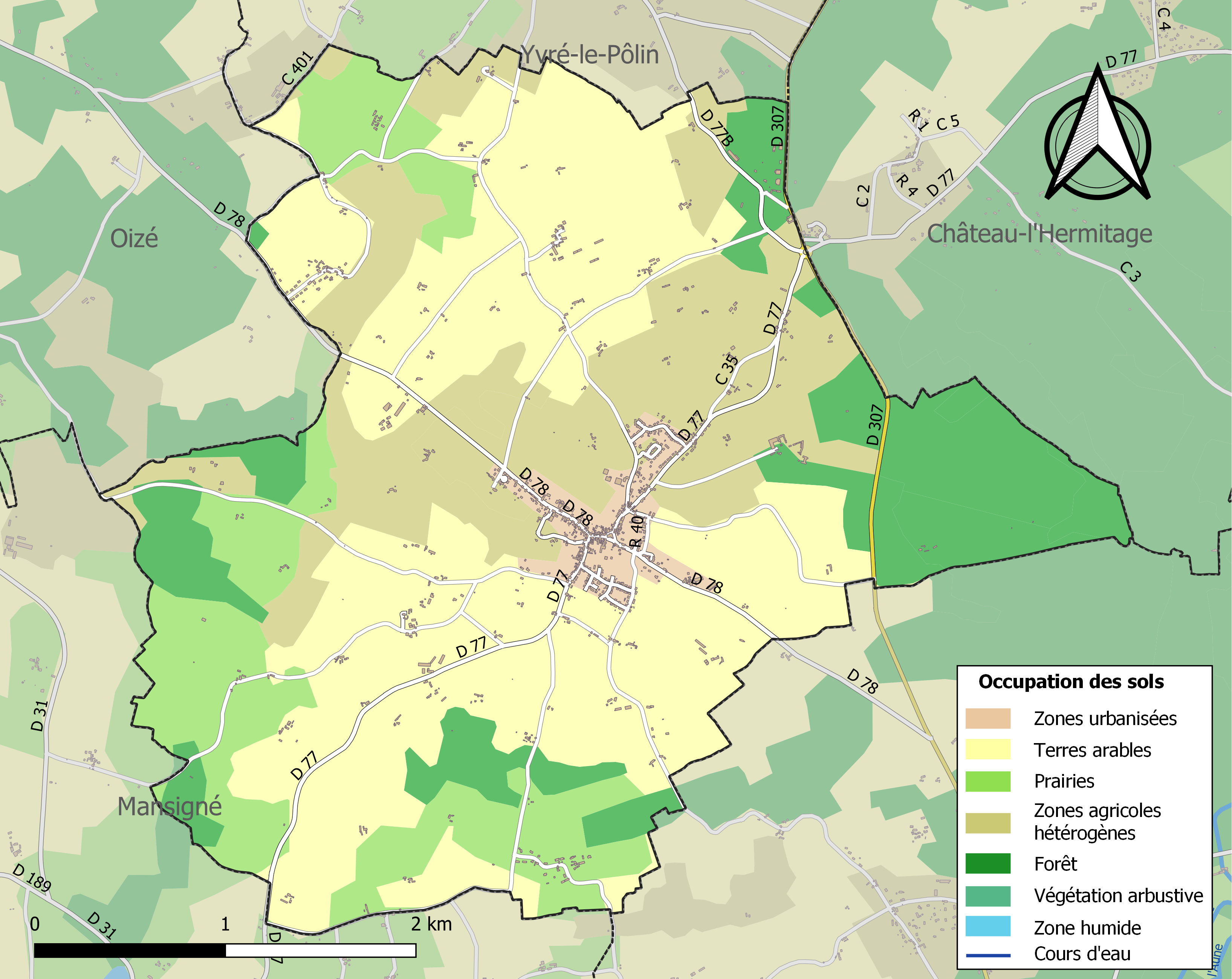
Kaart van de gemeente met de belangrijkste infrastructuur, bodemgebruik en omliggende gemeenten

## Demografie
Onderstaande figuur toont het verloop van het inwonertal (bron: INSEE-tellingen).